# DW-TV
DW-TV es un conjunto de seis canales de televisión por satélite pertenecientes a la cadena internacional alemana Deutsche Welle. Tienen su sede en Berlín y proveen noticias e información en alemán, inglés, español y árabe. Los programas de DW son retransmitidos por estaciones de TV locales. Las señales de DW están disponible también a través de servicios de televisión por cable. Además son ofrecidas mediante convenios en muchos hoteles. El sitio web de DW dispone de streaming de las seis señales.

## Historia

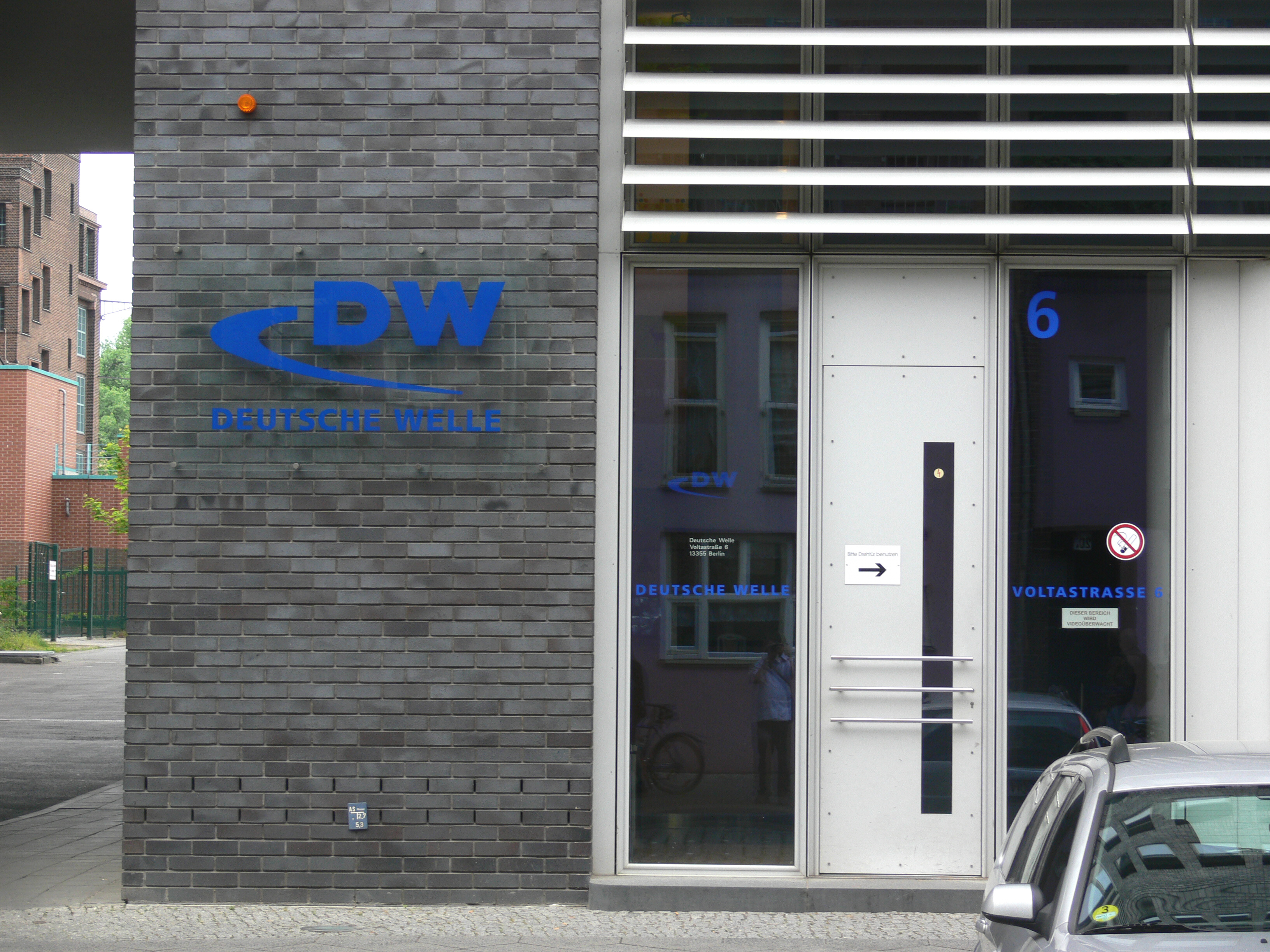
Sede de DW en Berlín

El servicio de televisión de Deutsche Welle comenzó a transmitir el 1 de abril de 1992 por satélite con el nombre de DW-TV. El canal había heredado las instalaciones de RIAS-TV, una estación de televisión propiedad del gobierno de los Estados Unidos que emitió desde el 22 de agosto de 1988 hasta el 31 de marzo de 1992 en Berlín Occidental para los habitantes de la RDA. DW-TV emitía en alemán e inglés. El 1 de noviembre de 1992 se incorporaron al canal segmentos en español. En 1995, DW-TV operaba las 24 horas (12 horas en alemán y 12 horas en inglés) para todos los continentes (excepto en América Latina donde se ofecía 11 horas en alemán, 11 horas en inglés y dos horas en español). Posteriormente se añadieron 3 horas en árabe disponibles exclusivamente para Oriente Medio y norte de África. El 6 de febrero de 2012, Deutsche Welle relanzó su servicio de TV con la apertura de 6 señales regionalizadas y bajo la abreviatura de DW.

## Señales
| Nombre       | Área de transmisión                                                       | Idiomas                            |
| ------------ | ------------------------------------------------------------------------- | ---------------------------------- |
| DW           | Canadá Estados Unidos Zona del Caribe África Asia Australia Nueva Zelanda | inglés (24 horas)                  |
| DW Deutsch+  | América                                                                   | alemán (20 horas) inglés (4 horas) |
| DW (Arabia)  | Medio Oriente Norte de África                                             | árabe (17 horas) inglés (7 horas)  |
| DW (Asien)   | Asia Australia Nueva Zelanda                                              | alemán (24 horas)                  |
| DW (Europe)  | Europa                                                                    | inglés (18 horas) alemán (6 horas) |
| DW (Español) | América                                                                   | español (24 horas)                 |

DW (Deutsch+) y DW (Asien) incorpora algunos programas de las televisoras públicas alemanas ARD y ZDF.